# LaGuardia Airport
LaGuardia Airport is een vliegveld in New York in de Verenigde Staten, in East Elmwood in het stadsdeel Queens. Het is het op twee na grootste commerciële vliegveld van New York en vernoemd naar oud burgemeester van de stad Fiorello LaGuardia. LaGuardia staat ook wel bekend als USS LaGuardia omdat de korte landingsbanen aanvoelen als een vliegdekschip. Dit is echter een bijnaam die door piloten is gegeven. 
Omdat er geen douanefaciliteiten op het vliegveld zijn en er een restrictie geldt voor afstanden van boven de 1500 mijl (perimeter rule) wordt het vliegveld voornamelijk gebruikt voor regionale vluchten naar bestemmingen in de oostkust en het midden van het land en voor vluchten van en naar Canada en de Caraïben.
LaGuardia is een hub voor American Airlines en Delta Air Lines. Het vliegveld kent een zeldzaam beleid met geluidsbegrenzingen, slots en vliegrestricties. 
Terminal A is de Marine Air Terminal en wordt gebruikt door Delta Air Lines voor de Shuttle diensten. Sinds 2011 heeft Delta Airlines een regionale Hub ontwikkeld op LaGuardia in de terminals A C en D. American Airlines heeft na de overname van US Air eveneens een regionale Hub in terminal B.  Beide maatschappijen gebruiken de hub op LaGuardia voor lokaal verkeer in aanvulling op hun beider hubs voor intercontinentaal verkeer op JFK. In 2016 had het vliegveld 369,987 vluchten en 29,786,769 passagiers. Verschillende politici waaronder toenmalig vice president Joe Biden en toen nog presidents kandidaat Donald Trump hebben de gedateerde gebouwen vergeleken met een luchthaven in een derde wereldland. Momenteel krijgt LaGuardia een facelift en worden de terminals B C en D geheel verbouwd. Het vliegveld heeft slechts twee landingsbanen die elkaar kruisen.
Op 29 december 1975 vond op het vliegveld een bomaanslag plaats, die nooit meer werd opgehelderd. Hierbij vielen 11 doden en 74 gewonden.

## Start- en landingsbanen
LaGuardia Airport heeft 2 start- en landingsbanen:
- 4/22 2134 meter (asfalt/beton)
- 13/31 2135 meter (asfalt/beton)

LaGuardia Airport heeft ook 2 helikopterplatformen:
- H1 18 meter (asfalt)
- H2 18 meter (asfalt)